# Dynamizm cyklisty
Dynamizm cyklisty (wł. Dinamismo di un ciclista) – obraz olejny Umberta Boccioniego namalowany w 1913 roku, przedstawiający dynamiczną sylwetkę jadącego cyklisty, odzwierciedlający zainteresowanie futurystów szybkością i ruchem. Obraz znajduje się obecnie w zbiorach Peggy Guggenheim Collection w Wenecji.

## Futuryzm w malarstwie
Futuryzm został formalnie zainicjowany w Paryżu w 1909 roku, kiedy Filippo Tommaso Marinetti, włoski pisarz i artysta, opublikował w dzienniku Le Figaro swój Le Manifeste du Futurisme. Jego zwolennikami byli Włosi – doskonale zaznajomieni z francuską kulturą i sztuką, podziwiający kubizm, który rozbijał materialną rzeczywistość na geometryczne bryły, oraz uwielbiający dywizjonizm z jego kolorowymi impresjami oddanymi za pomocą przeciwstawnych, kolorowych kropek. Jednak ich cel był inny – tacy twórcy jak: Giacomo Balla, Umberto Boccioni czy Gino Severini starali się wyeliminować strukturę na rzecz ruchu.

## Opis
Obraz przedstawia człowieka pochylonego nad kierownicą, z grzbietem uniesionym w powietrzu, pokonującego czas i przestrzeń siłą wspartych nowoczesną techniką nóg. Akcent został tu położony na dynamizm. Obraz, wir stożków i wachlarzowatych kształtów, jest jednym z najbardziej wyrafinowanych studiów Boccioniego, dotyczących dynamicznego ruchu. Choć rower został wynaleziony w 1818 roku, to dopiero w ostatniej dekadzie XIX wieku stał się powszechnie znany jako nowoczesny środek transportu, z ramą w kształcie rombu, napędem łańcuchowym i pneumatycznymi oponami. Wyścig rowerowy Boccioni potraktował jako charakterystyczny, futurystyczny symbol dynamicznego, współczesnego życia.
Boccioni postrzegał życie jako niepodzielny potok zmian, naznaczony nieprzerwanym uwalnianiem energii. Jego obraz, inspirowany być może obrazem wyprzedzających się cyklistów z manifestu Marinettiego, jest odległy od kubizmu. Cyklista i jego sprzęt zostały przedstawione tak, jakby rozpływały się w powietrzu. Obraz wyraża intensywną świadomość Boccioniego kruchości doczesnego, niestabilnego również od strony molekularnej, każdego ludzkiego życia.
W serii obrazów z „dynamizmem” w tytule, namalowanych w 1913 roku przez Boccioniego, wpływ koloru uwydatnił się bardziej niż w jego wcześniejszych pracach. Nabrał on żywej i gwałtownej jaskrawości, a obrazy stały się bardziej skupione i bogatsze w treść. Przestrzeń zatraciła swą trójwymiarowość, którą miała we wcześniejszych pracach, mniej lub bardziej respektujących tradycyjne prawa perspektywy. Teraz natomiast prawa te zostały ukryte w przedstawianym temacie i w jego stosunku do otaczającej go rzeczywistości.

## Szkice przygotowawcze
W komentarzu do szkiców przygotowawczych do Dynamizmu cyklisty Boccioni nazwał zastosowaną w nich metodę nieustanną projekcją sił i form, wyczuwanych w ich nieskończonym ujawnianiu się. Tak zdefiniowany przez siebie dynamizm określił następnie jako sugestię pewnej formy ruchu, która pojawia się na chwilę i znika w niekończącej się sekwencji zmian. W szkicach przygotowawczych do obrazu dynamizm przedstawił jako ukośne linie naprężeń, stopniowo narastające, wskazujące drogę poruszania się rowerzysty. Jego szybkość natomiast oddał przy pomocy zwielokrotnionych, kolistych linii, odbijających się w powietrzu na podobieństwo echa w przypadku fal dźwiękowych. Rowerzysta, rower i przestrzeń utworzyły tu jedną rzeczywistość, której elementów składowych trudno się domyślić. O ile w szkicach przygotowawczych zaznaczył przy pomocy form i konturów przemieszczanie się roweru w przestrzeni, rysując też elementy składowe roweru, napięte i zdeformowane w wyniku wysiłku wkładanego w jazdę, to na obrazie wszystkie elementy połączył w jedną, całościową wizję.